# Carmen Lazo
Carmen Lazo Carrera (Chuquicamata, 19 de septiembre de 1920 - Santiago, 18 de agosto de 2008) fue una política chilena, diputada, sindicalista y militante del Partido Socialista (PS). Primera mujer regidora por Santiago. Tras el golpe de Estado de 1973 estuvo exiliada durante catorce años en Venezuela.

## Biografía
Carmen Lazo Carrera nació el domingo 19 de septiembre de 1920, en el asentamiento minero de Chuquicamata. Hija de Manuel Jesús Lazo Aguilera, jefe de maestranza en la ciudad minera, y María Jesús Carrera Carrera. Su infancia, humilde y fuertemente ligada al mundo de la minería del cobre, la vivió en Potrerillos, Región de Atacama, donde su padre se trasladó por motivos laborales.
En la escuela primaria de Potrerillos fue compañera de Manuel Ovalle, líder sindical que en la década de 1950 cofundó la Confederación de Trabajadores del Cobre. A los 10 años se trasladó la ciudad de Valparaíso, donde terminó de cursar sus estudios primarios y secundarios. Estudió Bachiller en Letras; posteriormente, efectuó la especialidad en Seguridad Social, en México, donde fue becada.
Falleció el 18 de agosto de 2008, en el policlínico del Aeropuerto Arturo Merino Benítez, Santiago, producto de un paro cardiorrespiratorio.

## Trayectoria política y pública

### Inicios
Tras recibir las influencias socialistas de su profesora primaria en la Escuela Pública n.º 3 de Valparaíso, Carmen Lazo comenzó su extensa actividad política con tan solo 13 años de edad al ingresar, en las serranías del mineral de hierro El Tofo, Coquimbo, a las filas del recién fundado Partido Socialista de Chile (PS).
Un par de años después de adscribir al socialismo, la «Negra Lazo», como se le empezó a conocer, asistió en 1937, representando a la sección de Ovalle de su partido, a la Convención de Izquierda que proclamó la candidatura presidencial de Pedro Aguirre Cerda, dando un encendido discurso que la perfiló, tempranamente, como una gran oradora.

### Dirigenta sindical y regidora
Entre 1939 y 1943, fue dirigenta de la Confederación de Trabajadores de Chile y la dirigenta nacional de la Juventud Socialista (JS). Entre 1941 y 1947 participó en el Comité Central de su colectividad y fue secretaria general del Comité Patria y Pueblo. Pero su primer gran salto político lo dio en 1944 —con 23 años— cuando, desafiando las discriminaciones de género y edad, fue elegida la primera mujer regidora de Santiago, cargo que ocupó hasta 1947 y que le permitió trabajar estrechamente con la indigencia del mundo poblacional de la periferia de Santiago, a la vez que ejercía como directora del Teatro Municipal, relacionándose con destacados artistas, entre los que resalta Claudio Arrau.
Al año siguiente, en 1948, fue consejera nacional de la Caja de Accidentes del Trabajo. En el plano laboral ejerció como funcionaria del Servicio Nacional de Salud (SNS), y se desempeñó como relacionadora pública del área hospitalaria Sur del SNS. Entre los años 1955 y 1960, fue funcionaria del Servicio de Seguro Social.
En 1961 el PS designó a Carmen Lazo para que compitiera por un escaño en la Cámara de Diputados en las elecciones parlamentarias de ese año, y a pesar de que se pronosticaba una excelente votación, declinó su aspiración parlamentaria para apoyar plenamente la candidatura de Salvador Allende Gossens, que resultó elegido senador por Valparaíso.

### Diputada

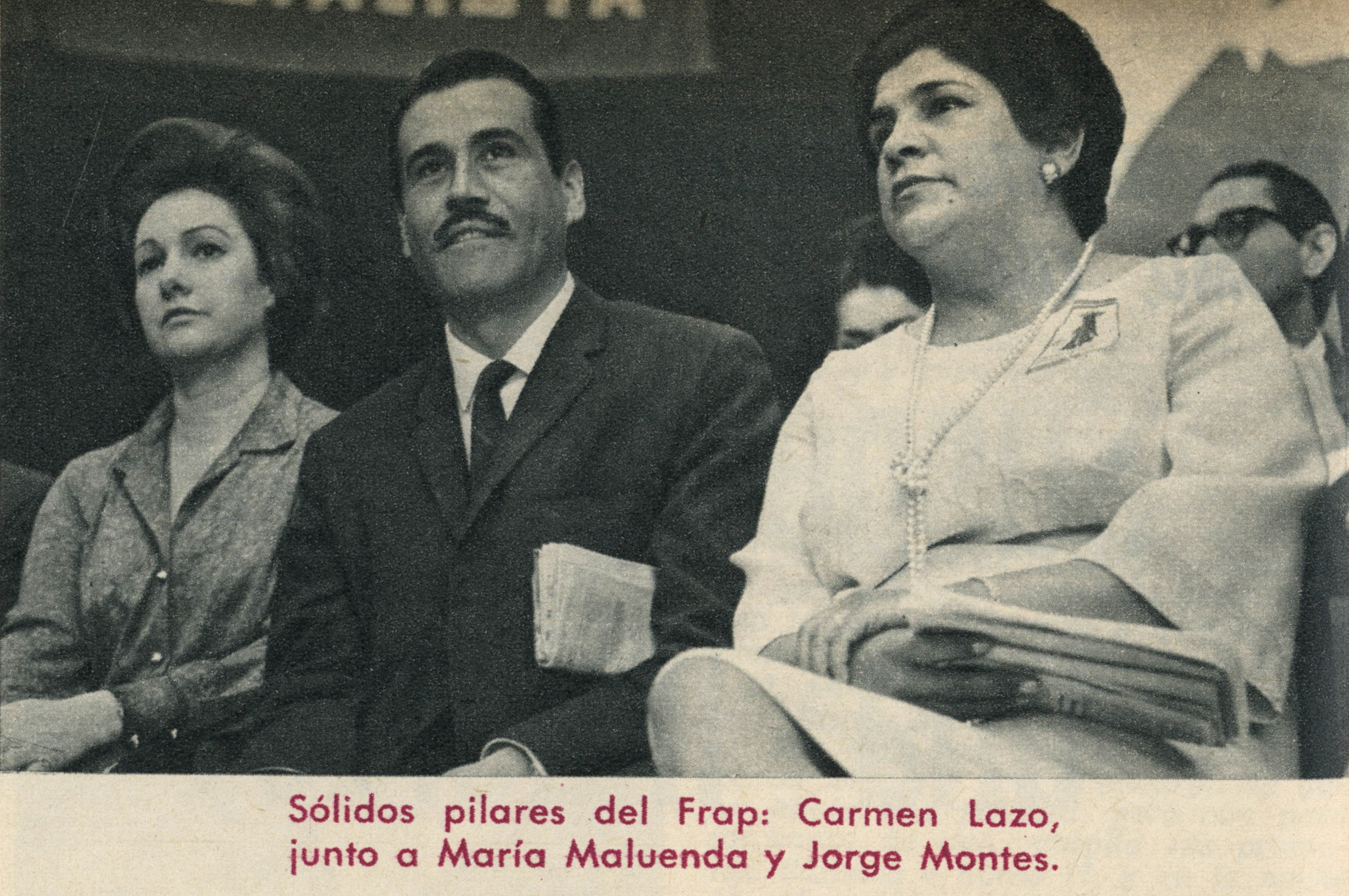
María Maluenda, Jorge Montes y Carmen Lazo.

Sin embargo, en las elecciones parlamentarias de 1965 se presentó como candidata a diputada por la Séptima Agrupación Departamental “Santiago”, Primer Distrito, y resultó elegida para el periodo 1965 a 1969. Durante este período parlamentario integró la Comisión Permanente de Trabajo y Legislación Social. Además fue miembro de la Comisión Mixta de Presupuesto, e integró la Comisión Especial Investigadora sobre Crisis del Fútbol Profesional, 1967-1968 y la de Acusación Constitucional en Contra del Ministro de la Corte de Apelaciones de Talca, Manuel Ruiz Aburto Rioseco, 1968-1969.
De este primer período, tres mociones suyas llegaron a ser ley de la República: la Ley N.° 16.571, de 27 de octubre de 1966, sobre la Caja de Previsión de Empleados Particulares, artículo 1°; modificación a la Ley N.° 15.478 relativa a la incorporación al régimen previsional, de los artistas; y Ley N.° 16.657 de 31 de agosto de 1967, sobre la autorización a la Sociedad Cooperativa de Edificación de Viviendas para Obreros Portuarios Fiscales de Valparaíso para la construcción de viviendas de sus socios en Quilpué.
En 1969 fue reelegida diputada, por la misma agrupación departamental y distrito, para el período 1969-1973, integrando las comisiones de Hacienda y la de Trabajo y Seguridad Social. Además participó en la Comisión Especial Investigadora de las transacciones de acciones bancarias y su adquisición por parte de organismos del Estado (1970-1971); y en la Comisión Investigadora sobre Juntas de Abastecimientos y Precios (1973).
En marzo de 1973 fue nuevamente elegida diputada por la Séptima Agrupación Departamental “Santiago”, Primer Distrito, e integró la Comisión Permanente de Hacienda. Sin embargo, el golpe militar del 11 de septiembre de 1973, puso término anticipado al período. El Decreto-Ley 27, de 21 de septiembre de ese año, disolvió el Congreso Nacional y declaró cesadas las funciones parlamentarias a contar de la fecha.

### Exilio y regreso a Chile

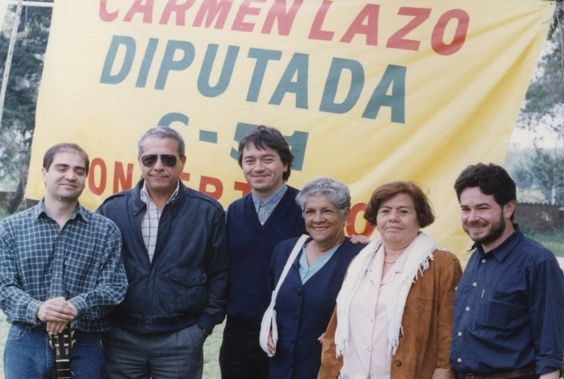
Campaña electoral de Lazo en los años 1990.

Con la llegada de la dictadura militar, la «Negra Lazo» pasó a la clandestinidad, refugiándose en casas de pobladores y luego se asiló en la Embajada de Colombia. En abril de 1974 partió al exilio, radicándose durante el primer año en dicho país. Al año siguiente, desconfiando en que la repatriaran, se fue Caracas, Venezuela.
En 1987, luego de 14 años de exilio, se le permitió el reingreso a Chile. A su regreso se comprometió y participó activamente en la recuperación de la democracia. En 1989 intentó competir como independiente por un escaño en la Cámara de Diputados para el período 1990-1994, por el Distrito N.°19, comunas de Independencia y Recoleta, Región Metropolitana, pero su candidatura fue rechazada por no tener los patrocinantes mínimos y aparecer inscrita en el Partido Amplio de Izquierda Socialista. Similar suerte corrió en diciembre de 1993, cuando como militante PS postuló para un sillón en la Cámara, por el Distrito N.°24, comunas de La Reina y Peñalolén, Región Metropolitana, donde no fue elegida. Sin embargo, estas derrotas no aplacaron sus ganas de participación política por lo que continuó desempeñando diversas labores al interior de su partido. De hecho, en 2008 fue miembro del Comité Central del Partido Socialista de Chile.
En el año 2005 publica Memorias de una pasión política, en colaboración de Eliana Cea. Libro que recoge su trayectoria política a partir de los años 40, incluyendo su etapa de exilio y retorno a Chile.

## Historial electoral

### Elecciones parlamentarias de 1969
- Elecciones parlamentarias de 1969 para la 7ª Agrupación Departamental, Santiago.[6]

(Se consideran solo diez primeras mayorías, sobre 18 diputados electos)

### Elecciones parlamentarias de 1973
- Elecciones parlamentarias de 1973 para la 7ª Agrupación Departamental, Santiago.[7]

### Elecciones parlamentarias de 1993
Elecciones parlamentarias de Chile de 1993, Distrito N.° 24 (La Reina y Peñalolén, RM)

### Elecciones parlamentarias de 1997
Elecciones parlamentarias de Chile de 1997, Distrito N.° 27 (El Bosque, La Cisterna y San Ramón, RM)